# Thelenella
Thelenella Nyl. (welonka) – rodzaj grzybów z rodziny Thelenellaceae. Ze względu na współżycie z glonami zaliczany jest do grupy porostów.

## Systematyka i nazewnictwo
Pozycja w klasyfikacji według Index Fungorum: Thelenellaceae, Ostropales, Ostropomycetidae, Lecanoromycetes, Pezizomycotina, Ascomycota, Fungi.
Synonimy nazwy naukowej: Acrorixis Trevis., Luykenia Trevis., Microglaena Körb..
Nazwa polska według W. Fałtynowicza.

## Niektóre gatunki
- Thelenella brasiliensis (Müll. Arg.) Vain. 1896
- Thelenella inductula (Nyl. ex Hasse) H. Mayrhofer 1987
- Thelenella kerguelena (Nyl.) H. Mayrhofer 1987
- Thelenella larbalestieri (A.L. Sm.) Coppins & Fryday 2004
- Thelenella luridella (Nyl.) H. Mayrhofer 1987
- Thelenella marginata (Groenh.) H. Mayrhofer 1987
- Thelenella mawsonii (C.W. Dodge) H. Mayrhofer & P.M. McCarthy 1991
- Thelenella modesta (Nyl.) Nyl. 1855 – welonka pośrednia
- Thelenella sychnogonioides (Zahlbr.) R.C. Harris 1995
- Thelenella vezdae (H. Mayrhofer & Poelt) Coppins & Fryday 2004

Nazwy naukowe na podstawie Index Fungorum. Uwzględniono tylko taksony zweryfikowane. Nazwy polskie według W. Fałtynowicza.